# جون ميتشيل روبنسون
جون ميتشيل روبنسون (بالإنجليزية: John Mitchell Robinson)‏ هو قاضي ومحامي أمريكي، ولد في 6 ديسمبر 1827، وتوفي في 14 يناير 1896.